# Yumi Matsutoya
Yumi Matsutoya,  (松任谷 由実?, Matsutōya Yumi) (Hachiōji, 19 gennaio 1954), è una cantautrice, compositrice, paroliera e pianista giapponese, nota anche con lo pseudonimo Yuming (ユーミン?, Yūmin).
Rinomata per la sua voce peculiare e per le sue esibizioni dal vivo, è un'importante figura nel panorama pop giapponese.
La sua carriera discografica rappresenta un successo commerciale con oltre quarantadue milioni di copie vendute. Nel 1990, il suo album "The Gates of Heaven"  divenne il primo ad essere certificato "2x million" dalla RIAJ (Recording Industry Association of Japan). Ventuno dei suoi dischi sono stati classificati al primo posto nella classifica Oricon. 
È l'unica artista che è riuscita ad avere almeno un album nella classifica Oricon per diciotto anni consecutivi.
Dopo aver guadagnato anni di esperienza come musicista di sessione, ha debuttato come cantautrice nel 1972. Nei primi anni della sua carriera ha utilizzato il suo nome di battesimo: Yumi Arai (荒井 由実 Arai Yumi).
Nel 1975, Arai è diventata nota come compositrice di "Ichigo Hakusho wo Mou Ichido", una canzone di grande successo registrata dal duo folk BanBan. 
Nello stesso anno ha acquisito inoltre popolarità come cantante attraverso il successo di "Ano Hi ni Kaeritai" che le fece guadagnare per la prima volta il primo posto nella classifica Oricon.
Dopo il matrimonio con il suo collaboratore musicale Masataka Matsutoya nel 1976 e dopo aver cambiato pseudonimo, ha continuato la sua carriera registrando musica fino ad oggi.

## Biografia

### Primi anni
Yumi Arai nacque nel 1954 a Hachiōji. Aveva tre fratelli e sorelle, la sua famiglia gestiva un negozio di tessuti chiamato "Arai Gofukuten", fondato nel 1912.
Quando Arai era studentessa di scuola media, frequentava abitualmente il ristorante italiano "Chianti", fondato nel 1960. In quei giorni svariate celebrità andavano in quel ristorante: Akira Kurosawa, Yukio Mishima, Kōbō Abe, Seiji Ozawa, Ryū Murakami, Tarō Okamoto, Kishin Shinoyama e Hiroshi "Monsieur" Kamayatsu, che poi divenne il suo primo produttore:
l'Alfa records, etichetta alla quale apparteneva all'inizio della carriera, fu fondata da clienti abituali del "Chianti".
Il soprannome, "Yuming", le fu dato dal suo compagno cinese. Yumi iniziò la sua carriera musicale ancora giovane, iniziando già a quattordici anni a lavorare come musicista, sia come cantante in studio, sia come compositrice.
A diciassette anni fu pubblicata la sua prima canzone originale, chiamata "Ai wa Totsuzen ni", cantata da Katsumi Kahashi, ex chitarrista dell'influente gruppo musicale degli anni '60, "The Tigers".
Nell'aprile del 1972, Arai entrò all'università d'arte di Tama. Allo stesso tempo, firmò un contratto con la "Alfa". Nonostante Yumi cercasse di diventare una compositrice, il fondatore della casa discografica, Kunihiko Murai, la incoraggiò a lavorare come cantautrice.

#### Carriera iniziale; produzione con lo pseudonimo di "Yumi Arai"
Il 5 luglio 1972, Arai pubblicò il suo singolo di debutto "Henji wa Iranai", che fu prodotto da Hiroshi "Monsieur" Kamayatsu, l'ex cantante del gruppo "The Spiders". Il primo singolo di Arai vendette soltanto 300 copie.
Il suo primo album completo, "Hiko-ki Gumo", fu registrato assieme al gruppo "Caramel Mama", meglio conosciuto come "Tin Pan Alley", formato da Haruomi Hosono, Shigeru Suzuki, Tateo Hayashi e Matsutoya Masataka. Questo album fu pubblicato nel novembre del 1973.
Masataka Matsutoya, tastierista dei "Tin pan Alley", arrangiò tutte le canzoni del secondo album di Arai: "Misslim" (1974).
Nel 1975 fu distribuito il suo terzo album "Cobalt Hour", caratterizzato dalla sua prima canzone famosa "Sotsugyō Shashin".
Nello stesso anno il gruppo corale "Hi-fi Set", con lo stesso nome, produsse la cover del suo primo album, versione che ebbe successo anche come singolo. Negli anni successivi la musica di Yumi fu fatta oggetto di cover da molti artisti e molti brani diventarono classici del pop giapponese. 
Sempre nel 1975 il duo maschile chiamato "BanBan" cantò la sua canzone "Ichigo Hakusho o Mou Ichido" raggiungendo la prima posizione nella classifica Oricon. A causa del successo commerciale di altri artisti, Arai divenne famosa come cantautrice.
Raggiunse un moderato successo col suo quinto singolo Rouge no Dengon, una canzone di genere up-tempo considerata uno dei primi classici del J-pop. Cantando questa canzone si guadagnò anche un'apparizione televisiva con il massimo gruppo femminile giapponese di ogni tempo: le Candies. La canzone fu oggetto di cover da parte di numerosi artisti nel corso degli anni.
Il suo primo grande successo come cantante-cantautrice lo ebbe col suo sesto singolo "Ano Hi ni Kaeritai". Nell'agosto del 1975 la canzone fu usata nel dramma per televisione "Katei no Himitsu" della TBS. Due mesi dopo fu pubblicata come singolo e raggiunse il massimo nella classifica Oricon.
L'album finale della sua carriera come "Yumi Arai" è "The 14th Moon", caratterizzato da Leland Sklar al basso e Mike Baird alla batteria.
Da quest'album in poi tutti i suoi album sono stati prodotti da Masataka Matsutoya. Arai reputa il suo pseudonimo "Yuming" per indicare anche il nome dell'unione con suo marito. In seguito al successo del singolo "Ano Hi ni Kaeritai", questo divenne il suo primo album a raggiungere il primo posto nella classifica Oricon. Inoltre, nella fine della classifica annuale del 1976, tre dei suoi album si trovavano entro i primi dieci posti.
Quattro anni dopo il debutto Arai dominava le classifiche musicali giapponesi. Questo strabiliante primato non è mai stato ancora superato da nessuno.
Nel 1983, in occasione della sua prima esibizione al Nippon Budokan, ha iniziato a collaborare con Satoshi Takebe. Nel 1989 il suo quinto singolo "Rouge no Dengon" e un'altra canzone, "Yasashisa ni Tsutsumaretanara" (tratta dal suo secondo album), comparvero come tracce musicali nel film Kiki - Consegne a domicilio. Oggi queste canzoni sono conosciute come i suoi primi pezzi degni di nota. Alcune di queste canzoni sono profondamente influenzate da svariati musicisti statunitensi ed europei, come Joni Mitchell e Carole King. In qualità di cantautrice pioniera della fusione tra cultura occidentale e pop locale, ha lasciato una forte impronta nella musica popolare giapponese. Ai nostri giorni, molti critici musicali in Giappone considerano il suo lavoro come "Yumi Arai" il picco della sua carriera musicale.